# Oon Chiew Seng
Oon Chiew Seng (* 1916 in Penang; † 31. März 2022 in Singapur) war eine singapurische Ärztin und Sozialreformerin. Als erste Gynäkologin Singapurs eröffnete und betrieb sie eine Privatklinik. In den Ruhestand getreten, gründete sie 1999 ehrenamtlich mit der Apex Harmony Lodge Singapurs erstes Pflegeheim für an Demenz erkrankte. 2014 wurde sie für ihre Verdienste in die Singapore Women’s Hall of Fame aufgenommen.

## Leben
Oon Chiew Seng wurde als jüngstes von zehn Kindern eines chinesischstämmigen Geschäftsmannes in Penang, British Malaya geboren. Sie hatte sechs Brüder und drei Schwestern, von denen die älteste bei Oons Geburt bereits 26 Jahre alt war. Ihr Vater starb über siebzigjährig, als Oon 13 Jahre alt war, weshalb für sie im Gegensatz zu ihren älteren Schwestern keine Heirat arrangiert wurde. Zunächst wurde sie von ihrer Stiefmutter aufgezogen, später übernahmen ihr dritter Bruder und dessen Frau diese Aufgabe. Im Gegensatz zu ihren Altersgenossinnen, die fast alle Lehrerinnen werden wollten, entschied sich Oon für eine Ausbildung zur Krankenschwester, die sie 1937 begann.
In ihrem zweiten Jahr überzeugte ihr vierter Bruder sie, stattdessen Medizin zu studieren, wofür sie Prüfungen wiederholen und Latein lernen musste. 1940 erhielt sie die Zulassung für das King Edward VII Medical College of Singapore. Kaum sechs Monate nach Beginn ihres Studiums brach im Dezember der Zweite Weltkrieg aus. Während die meisten ihrer Freunde umgehend nach Malaysia zurückkehrten, evakuierten Oon, ihr Bruder und dessen Familie per Schiff nach Bombay, das sie nach zweiwöchiger Reise erreichten. Vor Ort teilten sich Oon und ihre Verwandten mit vier anderen Familien, darunter 16 Kinder, eine Wohnung. Schließlich setzte sie ihr Studium am Wilson College fort, wenngleich sie die Zeit später als die schwierigste ihres Lebens bezeichnete. Im Anschluss besuchte sie das Lady Hardinge Medical College in Neu-Delhi. Im Juni 1946 kehrte sie nach Singapur zurück, wo sie zwei Jahre später am Medical College ihren Doktortitel erwarb.
Auf Anraten ihres Bruders spezialisierte sich Oon auf die Bereiche Gynäkologie und Geburtshilfe, zumal sie erkannte, dass Frauen es vermieden, mit gynäkologischen Problemen zu männlichen Ärzten zu gehen. Zunächst arbeitete Oon am Kandang Kerbau Hospital, beklagte sich jedoch Jahre später, dass niemand ihr etwas beibringen wollte und sie um jedes bisschen Wissen kämpfen musste. Dank eines Stipendiums konnte sie im Jahr 1953 Erfahrungen in London, Liverpool und Manchester sammeln. 1955 gehörte sie zu den ersten Frauen ihrer Region, die Mitglied des Royal College of Obstetricians and Gynaecologists wurde.
Nach ihrer Rückkehr nach Singapur arbeitete Oon zunächst weiter am Kerdang Kerbau Hospital, bis sie 1959 als erste Gynäkologin des Landes eine Privatklinik eröffnete. „Ich nahm mir jahrelang keinen Urlaub. Ich konnte meine Patienten nicht im Stich lassen. Ich hatte zugestimmt, mich um sie zu kümmern und wenn irgendetwas Schlimmes passierte, wären ihre Leben ruiniert.“ Neben der Arbeit in ihrer Klinik arbeitete sie gelegentlich auf Anfrage am Gleneagles Hospital. Auch war sie Mitglied der Obstetrical & Gynaecological Society of Singapore. Seit 1984 saß sie im medizinischen Komitee des Sree Narayana Mission Home for the Aged Sick, das sich um alte, kranke Menschen kümmerte und arbeitete ehrenamtlich in der Altenpflege. Sie blieb Zeit ihres Lebens unverheiratet.
Nach ihrem Eintritt in den Ruhestand im Alter von 75 Jahren reiste Oon viel und überlegte, ein weiteres Altenpflegeheim zu eröffnen. Ein Gespräch mit Doktor Kwa Soon Bee, Direktor der Abteilung Medizinische Dienste des Gesundheitsministeriums, machte sie auf den dringenden Bedarf eines Pflegeheims für an Demenz Erkrankte aufmerksam. Um mehr über die Organisation und Leitung solcher Pflegeheime zu erfahren, unternahm Oon mehrere Reisen nach Australien. In Singapur war sie ab 1995 damit beschäftigt, Fördermittel für das Pflegeheim zu sichern, da die meisten Patienten arm waren. Die Regierung stimmte schließlich zu, jährlich 2 Millionen Singapur-Dollar bereitzustellen. 1999 eröffnete sie schließlich die Apex Harmony Lodge in Pasir Ris und nahm damit eine Vorreiterrolle darin ein, ein neues Pflegekonzept in Singapur einzuführen. Bis 2012 hatte sie den Vorsitz inne.
2013 wurde Oon mit Demenz diagnostiziert. Am 31. März 2022 verstarb sie im Alter von 106 Jahren.

## Auszeichnungen und Würdigungen
- Honorary Fellow des Royal College of Obstetrics
- Honorary Fellowship der Academy of Medicine, Singapur
- Distinguished Alumni Service Award der National University of Singapore
- 2000: Public Service Medal
- 2010: Her World Woman of the Year Special Award
- 2011: Hospital Management Asia (HMA) Lifetime Achievement Award des Gesundheitsministeriums
- 2013: President’s Special Recognition Award for Volunteerism and Philanthropy; Public Service Star
- 2014: Aufnahme in die Singapore Women’s Hall of Fame
- 2021: Ehrendoktorwürde der National University of Singapore